# Țveatovo, Kărdjali
Țveatovo (în bulgară Цвятово) este un sat în comuna Djebel, regiunea Kărdjali,  Bulgaria. 

## Demografie
Componența etnică a satului Țveatovo
     Nicio identificare (100%)
     Altele (0%)
La recensământul din 2011, populația satului Țveatovo era de 3 locuitori. . Pentru 100% din locuitori nu este cunoscută apartenența etnică.